# سعد المحيسن
سعد عبد العزيز المحيسن لاعب كرة قدم سعودي.
لعب سابقاً في نادي الشرق ونادي السد.